# حارة جامع حجر (صنعاء)
حارة جامع حجر هي إحدى حارات حي الوحدة بمديرية الوحدة إحد مديريات العاصمة اليمنية صنعاء، بلغ تعداد سكانها 4864 نسمة حسب تعداد اليمن لعام 2004.